# Estación de Alexandre Dumas
Alexandre Dumas es una estación de la línea 2 del metro de París situada en el límite de los distritos XI y XX, al este de la ciudad.

## Historia
La estación fue inaugurada el 31 de enero de 1903 con el nombre de Bagnolet. En 1970, la llegada de la línea 3 a la comuna de Bagnolet recomendó un cambio de denominación, adoptando su nombre actual en referencia al escrito francés Alejandro Dumas.

## Descripción
Se compone de dos vías y de dos andenes laterales de 75 metros.
Está diseñada en bóveda elíptica revestida completamente de los clásicos azulejos blancos biselados.
Su iluminación ha sido renovada empleando el modelo vagues (olas) con estructuras casi adheridas a la bóveda que sobrevuelan ambos andenes proyectando la luz en varias direcciones.
La señalización por su parte usa la moderna tipografía Parisine donde el nombre de la estación aparece en letras blancas sobre un panel metálico de color azul.
Por último, los asientos de la estación son amarillos, individualizados y de tipo Motte.

## Accesos
La estación dispone de un único acceso situado en el bulevar Charone y catalogado como Monumento Histórico al haber sido realizado por Hector Guimard.